# سيرغي إليوشن (لاعب كرة قدم)
سيرغي إليوشن (27 مارس 1975 بفولجسكي في روسيا - ) هو لاعب كرة قدم روسي في مركز الوسط. لعب مع أرسنال تولا ونادي روتور فولغوغراد ونادي موردوفيا سارانسك وإنرجيا فولجسكي ‏ وFC Ekibastuzets ‏ وسبارتاك نيجني نوفغورود ‏ وFC Balakovo ‏.